# 沢田耕治郎

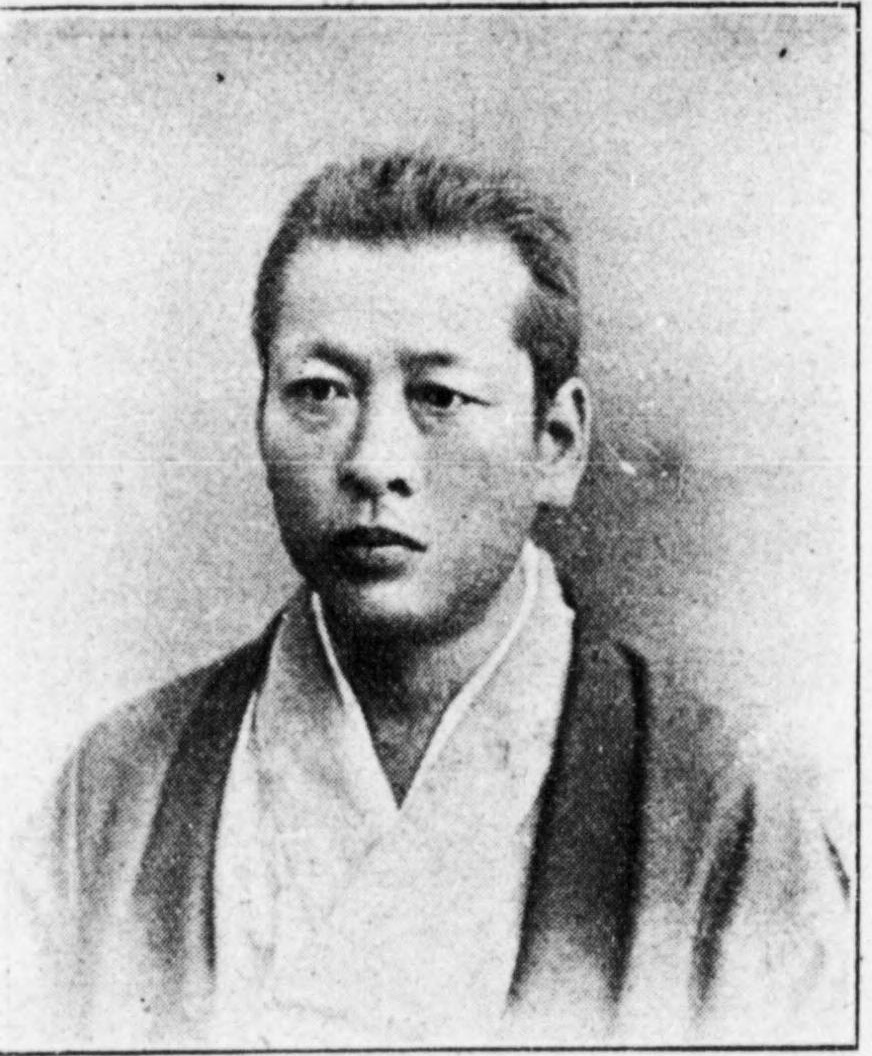
沢田耕治郎

沢田 耕治郎（さわだ こうじろう、1850年10月12日（嘉永3年9月7日） - 1926年（大正15年）3月27日）は、日本の政治家。衆議院議員（3期）。

## 経歴
滋賀県出身。漢学と法律学を学ぶ。戸長、桐原村(現・近江八幡市)会議員、同村長、滋賀県会議員、徴兵参事員、地方森林会議員、近江米同業組合会議員、蒲生倉庫(株)取締役社長、蒲生銀行頭取となる。
1902年の第7回衆議院議員総選挙において滋賀県郡部から憲政本党公認で立候補して初当選した。1903年の第8回衆議院議員総選挙で再選を果たした。1904年の第9回衆議院議員総選挙で三選した。衆議院議員を3期務め、1908年の第10回衆議院議員総選挙で落選した。1926年死去。